# 변준수
변준수(卞俊殊, 2001년 11월 30일 ~ )은 대한민국의 축구 선수로 포지션은 센터백이며 현재 K리그1 광주 FC 소속이다.

## 구단 경력
유소년 시절 경희고등학교 축구부를 거쳐 한양대학교 축구부에 입단했다. 경희고 시절에는 2018년과 2019년에 백록기 전국고교축구대회에서 수비상을 연달아 수상했으며, 2018년에 주말리그 후반기 MVP 또한 수상했다. 한양대학교 1학년 재학 중 K리그2 2020 시즌 여름이적시장 기간에 대전 하나 시티즌과 프로 계약을 체결했다.